# ناحیه گورنی
ناحیه گورنی (به لاتین: Gorny District) یک منطقهٔ مسکونی در روسیه است که در یاقوتستان واقع شده‌است.